# RFC4
RFC4 (англ. Replication factor C subunit 4) – білок, який кодується однойменним геном, розташованим у людей на короткому плечі 3-ї хромосоми.  Довжина поліпептидного ланцюга білка становить 363 амінокислот, а молекулярна маса — 39 682.
| 10         |  | 20         |  | 30         |  | 40         |  | 50         |
| ---------- |  | ---------- |  | ---------- |  | ---------- |  | ---------- |
| MQAFLKGTSI |  | STKPPLTKDR |  | GVAASAGSSG |  | ENKKAKPVPW |  | VEKYRPKCVD |
| EVAFQEEVVA |  | VLKKSLEGAD |  | LPNLLFYGPP |  | GTGKTSTILA |  | AARELFGPEL |
| FRLRVLELNA |  | SDERGIQVVR |  | EKVKNFAQLT |  | VSGSRSDGKP |  | CPPFKIVILD |
| EADSMTSAAQ |  | AALRRTMEKE |  | SKTTRFCLIC |  | NYVSRIIEPL |  | TSRCSKFRFK |
| PLSDKIQQQR |  | LLDIAKKENV |  | KISDEGIAYL |  | VKVSEGDLRK |  | AITFLQSATR |
| LTGGKEITEK |  | VITDIAGVIP |  | AEKIDGVFAA |  | CQSGSFDKLE |  | AVVKDLIDEG |
| HAATQLVNQL |  | HDVVVENNLS |  | DKQKSIITEK |  | LAEVDKCLAD |  | GADEHLQLIS |
| LCATVMQQLS |  | QNC        |  |            |  |            |  |            |

A: Аланін

C: Цистеїн

D: Аспарагінова кислота

E: Глутамінова кислота

F: Фенілаланін

G: Гліцин

H: Гістидин

I: Ізолейцин

K: Лізин

L: Лейцин

M: Метіонін

N: Аспарагін

P: Пролін

Q: Глутамін

R: Аргінін

S: Серин

T: Треонін

V: Валін

W: Триптофан

Задіяний у таких біологічних процесах як реплікація ДНК, поліморфізм, ацетиляція, альтернативний сплайсинг. 
Білок має сайт для зв'язування з АТФ, нуклеотидами. 
Локалізований у ядрі.